# Сили спеціальних операцій Повітряних сил США
Сили спеціальних операцій Повітряних сил США (англ. Air Force Special Operations Forces) — активний та резервний компоненти сил спеціальних операцій Повітряних сил США, які об'єднуються під загальним керівництвом Командування спеціальних операцій Повітряних сил США для виконання різнорідних спеціальних операцій.
Сили спеціальних операцій ПС США мають усі сили та засоби, й володіють можливостями й здібностями виконувати завдання зі спеціальної розвідки, вести психологічні операції і нетрадиційні методи ведення війни в гарячих точках по всьому світу. Використовуючи високотехнологічні системи ведення розвідки та спостереження, озброєнні найсучаснішою зброєю, модифіковані літальні апарати, брали й беруть участь у спеціальних та військових операціях, таких як, «Щит пустелі» і «Буря в пустелі» на Близькому Сході, «Підтримка демократії» на Гаїті, в гуманітарних місіях, таких як, «Провайд Проміс» — участь у наданні допомоги постраждалим у ході конфлікту на Балканах.

## Формування сил спеціальних операцій Повітряних сил

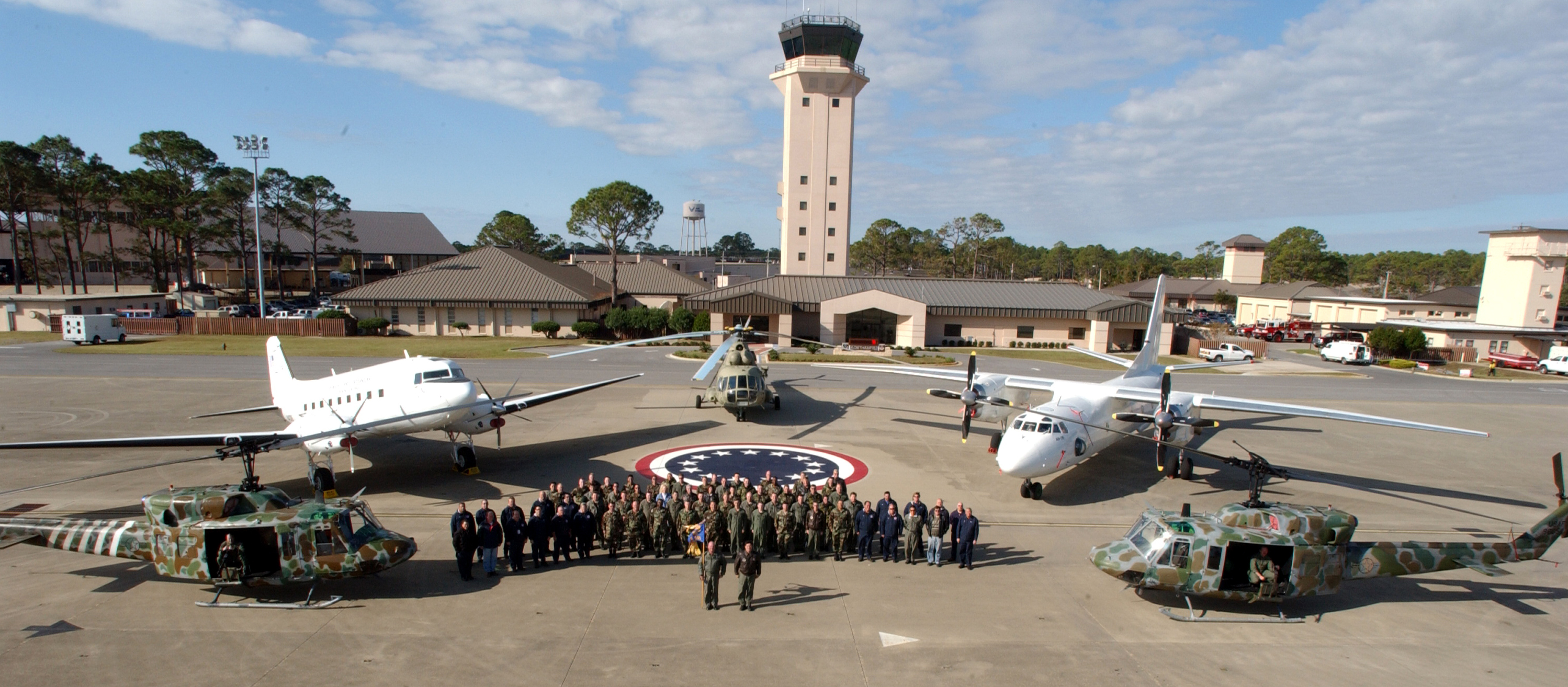
Група літаків та вертольотів 6-ї ескадрильї спецоперацій зі складу 1-го крила спецоперацій

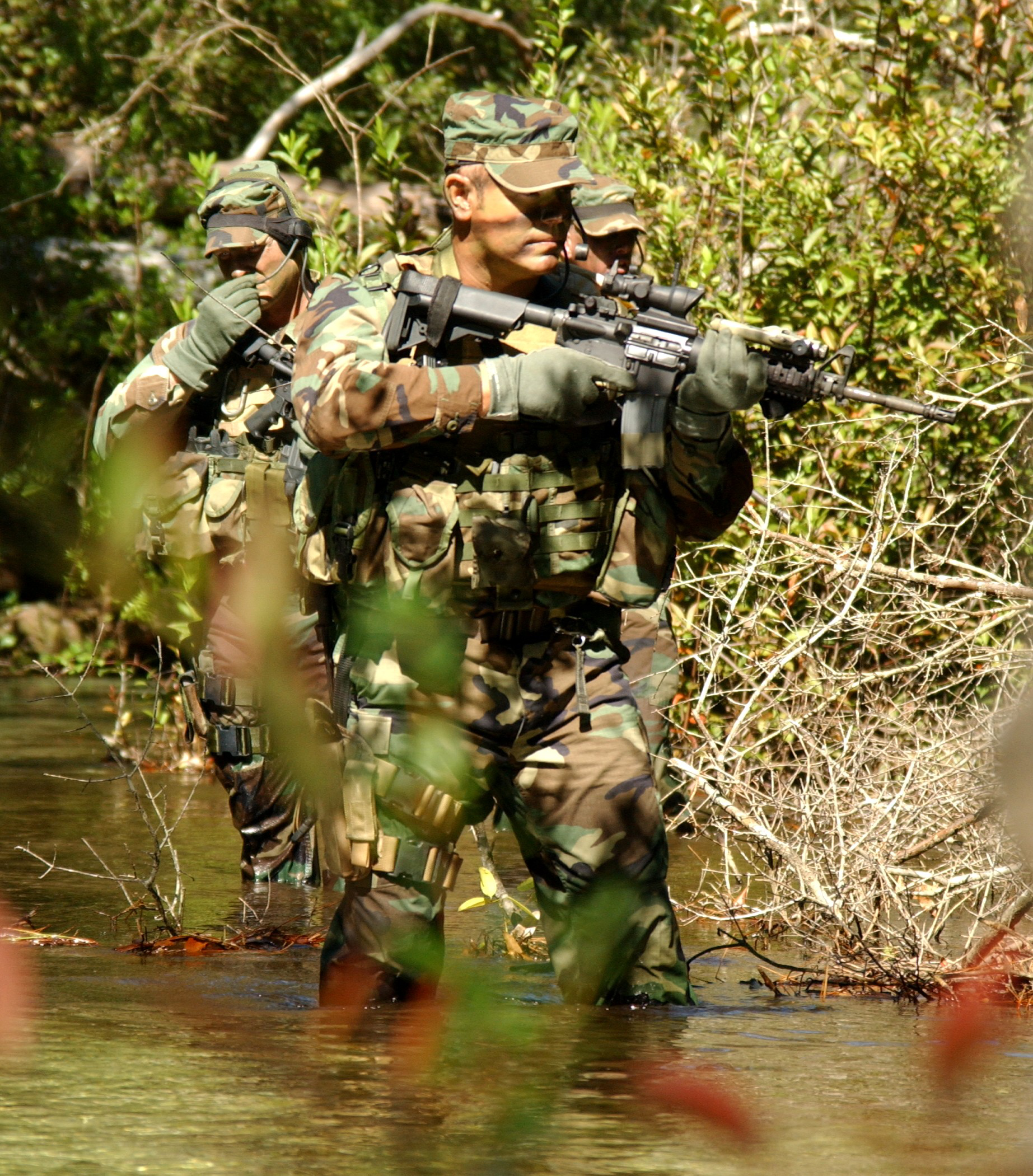
Група бойових метеорологів спецоперацій під час проведення навчань. Гарлбарт Філд, Флорида. 16 лютого 2007

- Оперативний центр ССО ПС, Гарлбарт Філд, Флорида

56-та розвідувальна ескадрилья спецоперацій
23-тя ескадрилья погодної розвідки
- 1-ше крило спеціальних операцій, Гарлбарт Філд, Флорида

1-ша ескадрилья підтримки спецоперацій
1-ша ескадрилья спецоперацій, AC-130U Spooky II
8-ма ескадрилья спецоперацій, CV-22 Osprey
9-та ескадрилья спецоперацій, Еглін, MC-130P Combat Shadow
11-та розвідувальна ескадрилья спецоперацій
загони 1-ї, 11-ї розвідувальних ескадрилей, Форт Брегг, Північна Кароліна
15-та ескадрилья спецоперацій, MC-130H Combat Talon II
23-тя ескадрилья спецоперацій (розвідки погоди)
34-та ескадрилья спецоперацій, U-28A
319-та ескадрилья спецоперацій, U-28A
- 24-те крило спеціальних операцій, Гарлбарт Філд, Флорида

720-та група спеціальної тактики, Гарлбарт Філд, Флорида
10-та ескадрилья розвідки погоди
17-та ескадрилья підтримки спецоперацій, Форт Беннінг, Джорджія
21-ша ескадрилья спеціальної тактики, Поуп Філд, Північна Кароліна
22-га ескадрилья спеціальної тактики, Об'єднана база Льюїс-Маккорд, Вашингтон
23-тя ескадрилья спеціальної тактики, Гарлбарт Філд, Флорида
26-та ескадрилья спеціальної тактики, Кеннон, Нью-Мексико
720-та ескадрилья підтримки спецоперацій
724-та група спеціальної тактики, Поуп Філд, Північна Кароліна
24-та ескадрилья спеціальної тактики
724-та ескадрилья підтримки спецоперацій
Тренувальна ескадрилья спеціальної тактики, Гарлбарт Філд, Флорида
- 27-ме крило спеціальних операцій, Кеннон, Нью-Мексико

3-тя ескадрилья спецоперацій, MQ-1 Predator
16-та ескадрилья спецоперацій, AC-130H Spectre
20-та ескадрилья спецоперацій
27-ма ескадрилья підтримки спецоперацій
23-тя ескадрилья спецоперацій, MQ-9 Reaper
43-тя ескадрилья спецоперацій
73-тя ескадрилья спецоперацій, MC-130W Dragon Spear
318-та ескадрилья спецоперацій, PC-12, M-28 Skytruck
522-га ескадрилья спецоперацій, MC-130J Commando II
524-та ескадрилья спецоперацій
- 352-га група спеціальних операцій, Мілденхолл, Велика Британія

7-ма ескадрилья спецоперацій
67-ма ескадрилья спецоперацій
321-ша ескадрилья підтримки спецоперацій
- 353-тя група спеціальних операцій, Кадена, Окінава, Японія

1-ша ескадрилья спецоперацій (MC-130H Combat Talon II)
17-та ескадрилья спецоперацій (MC-130N/P Combat Shadow)
320-та ескадрилья підтримки спецоперацій
- 361-ша група розвідки та спостереження, Гарлбарт Філд, Флорида

19-та розвідувальна ескадрилья — Поуп Філд, Північна Кароліна
25-та розвідувальна ескадрилья — Гарлбарт Філд, Флорида
43-тя розвідувальна ескадрилья
загони 1-ї, 43-ї розвідувальних ескадрилей
306-та розвідувальна ескадрилья
- Центр підготовки спеціальних операцій ПС, Гарлбарт Філд, Флорида[4]

6-та ескадрилья спецоперацій, UH-1N «Ірокез», Мі-8, C-130E, Ан-26, C-47T «Скайтрейн»
18-та навчально-випробувальна ескадрилья
19-та ескадрилья спецоперацій
371-ша навчальна ескадрилья спецоперацій
551-ша ескадрилья спецоперацій, Кеннон, Нью-Мексико
745-та ескадрилья спецоперацій
Школа спеціальних операцій ВПС США, Гарлбарт Філд, Флорида
Центр мовної підготовки

### ФормуванняПС Національної гвардії США
- 193-тє крило спеціальних операцій, аеропорт Гаррісбург / Гаррісбург, Пенсільванія

193-тя ескадрилья спецоперацій EC-130J, Гаррісбург, Пенсільванія
150-та ескадрилья спецоперацій, (МакГвайр, Нью-Джерсі) C-32
123-тя ескадрилья спеціальної тактики, Міжнародний аеропорт «Луїсвілл», Луїсвілл, Повітряні сили Національної гвардії Кентуккі
125-та ескадрилья спеціальної тактики, Міжнародний аеропорт «Портленд», Портленд, Повітряні сили Національної гвардії Орегону
137-ма спеціальна ескадрилья забезпечення охорони, Повітряні сили Національної гвардії Мічигану
280-та ескадрилья зв'язку спецоперацій, Регіональний аеропорт «Дотан», Дотан, Повітряні сили Національної гвардії Алабами,
298-ма ескадрилья цивільних інженерів, Тренувальний центр бойової готовності «Ґалфпорт», Ґалфпорт, Повітряні сили Національної гвардії Міссісіпі

### ФормуванняРезервного командування ПС США

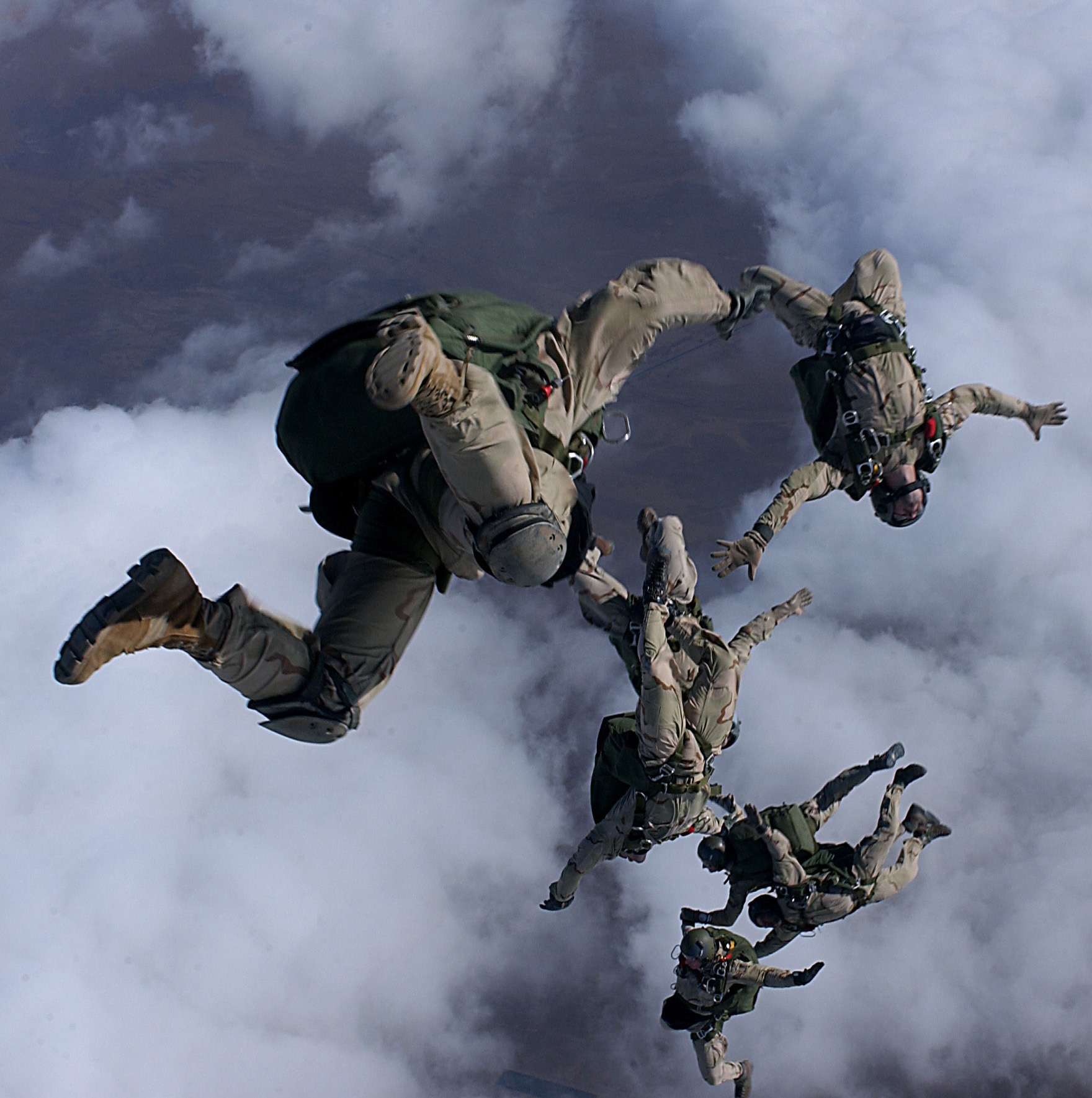
Парашутисти-рятівники спецоперацій ВПС США здійснюють затяжний бойовий стрибок з висоти 4 км у ході операції «Непохитна свобода». 23 лютого 2003

- 919-те крило спеціальних операцій, Еглін додаткове поле #3 / Дюк-Філд, Флорида

2-га ескадрилья спецоперацій, Нелліс, Невада
5-та ескадрилья спецоперацій
711-та ескадрилья спецоперацій

## Фахівці наземних спецоперацій ВПС
Бойові контролери Повітряних сил США (англ. Combat Controllers (CCT) — оператори сил спеціальних операцій, що діють у складі наземних груп бойового забезпечення авіації. Основні завдання бойових контролерів — забезпечення висадки повітряного десанту («патфайндери»), керування повітряним рухом, наведення бойової й транспортної авіації, вогнева підтримка з повітря підрозділів ССО (шляхом завдання авіаційних ударів, ближня підтримка при проведенні операцій, забезпечення безперебійності управління та зв'язку компонентам ССО під час проведення спеціальних операцій у ворожому середовищі).
Парашутисти-рятівники Повітряних сил США (англ. Pararescuemen (PJ) — високопрофесійні та треновані парамедики-оператори сил спеціальних операцій, що здійснюють евакуацію та ексфільтрацію поранених (хворих, постраждалих) операторів ССО та інших військових у бойових та небойових умовах з поля бою (з місця події) повітряних шляхом (зазвичай вертольотами). Основною задачею парашутистів-рятівників є невідкладна медична допомога постраждалому у процесі транспортування з визначеного місця до медичного закладу (установи) відповідного рівня.
Бойові метеорологи Повітряних сил США (англ. Special Operations Weather Technicians (SOWT) — оператори ССО повітряних сил, що здійснюють збір, обробку, аналіз та доставку даних вивчення погодних умов та розвідки клімату, середовища в районах проведення бойових (спеціальних) операцій. Як правило, діють разом з бойовими групами сил спеціальних операцій.

## Перелік операцій
| Час          | Операція                                                                                               |
| ------------ | --- |
| 1983         | Операція «Необхідна лютість», Гренада                                                                  |
| 1983         | Операція «Біг Пайн», Гондурас                                                                          |
| 1983-1985    | Операція «Бет», Багамські Острови, Теркс і Кейкос                                                      |
| 1983-1988    | Операція «Билд Кірк», операція «Блю Флейм», операція «Блінкін Лайт» Сальвадор                          |
| 1985         | Угон літаку TWA Flight 847, Алжир/Ліван                                                                |
| 1985         | Захоплення MS Achille Lauro, Середземне море                                                           |
| 1986         | Операція «Каньйон Ельдорадо», Лівія                                                                    |
| 1986         | Угон літаку Pan Am Flight 73, Пакистан                                                                 |
| 1987-1988    | Операція «Ернест Вілл», операція «Прайм Ченс», Перська затока                                          |
| 1988         | Операція «Голден Пезант», Гондурас                                                                     |
| 1989         | Операція «Сейф Пассадж», Афганістан                                                                    |
| 1989         | Операція «Поплар Трі», Сальвадор                                                                       |
| 1989         | Спроба перевороту 1989 року, Філіппіни                                                                 |
| 1989         | Операція «Справедлива справа», Панама                                                                  |
| 1990         | Операція «Промоут Ліберті», Панама                                                                     |
| 1990         | Евакуація цивільного населення, Ліберія                                                                |
| 1990-1991    | Війна в Перській затоці: операції «Щит пустелі» і «Буря в пустелі», Саудівська Аравія, Кувейт, Ірак    |
| 1991         | Операція «Істерн Екзіт», Сомалі                                                                        |
| 1991-2003    | Операція «Провайд Комфорт» I—III, Операція «Нортерн Вотч», Туреччина, Ірак                             |
| 1991         | Операція «Сі Енджел», гуманітарна операція після Циклону 1991, Бангладеш                               |
| 1991         | Операція «Фіері Віджіл», Філіппіни                                                                     |
| 1991         | Операція «Дезерт Калм», Саудівська Аравія                                                              |
| 1991-2003    | Операція «Саутерн Вотч», Кувейт                                                                        |
| 1992         | Операція «Сілвер Анвіл», Сьєрра-Леоне                                                                  |
| 1992-1994    | Операція «Провайд Проміс» I—II, Італія, Югославія                                                      |
| 1992-1993    | Операція «Відродження надії», Сомалі                                                                   |
| 1993-1995    | Операція «Повернення надії» I—III, Сомалі                                                              |
| 1993         | Операція «Денай флайт», Югославія                                                                      |
| 1993         | Операція «Срібна надія», Україна                                                                       |
| 1994         | Операція «Відновлення демократії», Операція «Підтримка демократії», Гаїті                              |
| 1994         | Операція «Саппорт Хоуп», Руанда                                                                        |
| 1995         | Операція «Юнайтед Шілд», Сомалі                                                                        |
| 1995-1996    | Операція «Обдумана сила», Операція «Джойнт Ендевор», Операція «Джойнт Гард», Італія, Югославія, Боснія |
| 1996         | Пошуково-рятувальна операція на місті катастрофи Boeing CT-43A, Хорватія                               |
| 1996         | Операція «Ашурд Респонс», Ліберія                                                                      |
| 1996         | Операція «Гардіан Ретрівел», Уганда                                                                    |
| 1996         | Операція «Пасіфік Брідж», Палау                                                                        |
| 1996         | Операція «Гардіан Ассістенс», Руанда                                                                   |
| 1997         | Операція «Сілвер Вейк», Албанія                                                                        |
| 1997         | Операція «Гардіан Енджел», Югославія                                                                   |
| 1997         | Операція «Фірм Респонс», Республіка Конго                                                              |
| 1997         | Операція «Хай Флайт», Намібія                                                                          |
| 1998         | Операція «Дезерт Тандер», Перська затока                                                               |
| 1998         | Операція «Дезерт Фокс», Ірак                                                                           |
| 1999         | Операція «Союзна сила», Сербія, Косово                                                                 |
| 2000         | Операція «Атлас Респонс», ліквідація наслідків повені, Мозамбік                                        |
| 2000         | Операція «Фіері Реліф», Філіппіни                                                                      |
| 2001         | Операція «Веліант Ретурн», Китай                                                                       |
| 2001-по т.ч. | Операція «Нескорена свобода», Війна проти тероризму                                                    |
| 2002         | Операція «Отем Ретурн», Кот-д'Івуар                                                                    |
| 2003         | Операція «Шайнінг Експрес», Ліберія                                                                    |
| 2003-2011    | Операція «Свобода Іраку», Ірак                                                                         |
| 2003-2008    | Операція «Віллінг Спіріт», Колумбія                                                                    |
| 2004         | Операція «Атлас Шілд», Греція                                                                          |
| 2004         | Операція «Секьюріті Туморроу», Гаїті                                                                   |
| 2005-2005    | Операція «Юніфайд Ассістанс», Індійський океан, Південно-Східна Азія                                   |
| 2005         | Ліквідація наслідків урагану Катріна, США                                                              |
| 2006         | евакуація, Ліван                                                                                       |
| 2008         | Операція «Астер Сільвер», евакуація, Чад                                                               |
| 2008         | Операція «Ашурд Делівері», Грузія                                                                      |
| 2008         | Операція «Оліпмік Тайтан», Тихий океан                                                                 |
| 2010         | Операція «Юніфайд Респонс», Землетрус на Гаїті 2010, Гаїті                                             |
| 2011         | Операція «Томодачі», ліквідація наслідків землетрусу, Японія                                           |
| 2011         | Операція «Одіссея. Світанок», Лівія                                                                    |
| 2013         | Операція «Дам'ян», ліквідація наслідків тайфуну, Філіппіни                                             |